# دونالد جود
دونالد جود (بالإنجليزية: Donald Judd)‏ هو رسام ومهندس معماري وفنان أمريكي، ولد في 3 يونيو 1928 في غكسلسيور سبرنغز في الولايات المتحدة، وتوفي في 12 فبراير 1994 في نيويورك في الولايات المتحدة بسبب لمفوما.

## وصلات خارجية
- دونالد جود على موقع الموسوعة البريطانية (الإنجليزية)
- دونالد جود على موقع مونزينجر (الألمانية)
- دونالد جود على موقع ديسكوغز (الإنجليزية)